# Баргман, Александр Львович
Алекса́ндр Льво́вич Ба́ргман (род. 20 июня 1970, Душанбе) — российский актёр театра и кино, режиссёр и актёр озвучивания, телеведущий. Лауреат Государственной премии Российской Федерации в области театрального искусства (1999). Главный режиссёр Театра имени В. Ф. Комиссаржевской (2014—2016), художественный руководитель «Такого театра».

## Биография
Родился в Душанбе 20 июня 1970 года в семье журналистки Эльзы Сауловны Козловой-Абрамзон (род. 1934), сотрудницы газеты «Коммунист Таджикистана». Внук этнографа Саула Абрамзона.
В 1991 году окончил ЛГИТМиК по курсу Игоря Горбачёва и был принят в труппу Александринского театра, на сцене которого дебютировал в том же году в небольшой роли скомороха в спектакле «Ищи ветра в поле». В дальнейшем сыграл ряд ролей современного и классического репертуара, в том числе Гамлета и Клавдия в трагедии Уильяма Шекспира, Тузенбаха в «Трёх сёстрах», Григория Отрепьева в «Борисе Годунове». Одновременно выступал на других сценах, в том числе в Театре на Литейном.
В 2001 году группа единомышленников: Александр Баргман, Александр Лушин, Ирина Полянская и Наталья Пивоварова — организовала и учредила «Такой театр». Дублировал Джонни Деппа в ряде фильмов. 25 сентября 2015 года актёр принял участие в театрализованных онлайн-чтениях произведений А. П. Чехова «Чехов жив».

## Признание и награды
- 1992 — премия конкурса «Актёр-1992» в номинации «Лучший дебют» за роль Клавдия (Гамлет)[4]
- 1996 — гран-при Фестиваля моноспектаклей «В начале было слово» (г. Пермь)[4]
- 1998 — дипломант Фестиваля моноспектаклей «Монокль» (г. Санкт-Петербург), спектакль «Душекружение» по произведениям Владимира Набокова[4]
- 1999 — лауреат высшей театральной премии Санкт-Петербурга «Золотой софит» в номинации «Лучший актёрский дуэт» (Александр Баргман и Алексей Девотченко) за роли в спектаклях Григория Козлова «P. S. капельмейстера Иоганнеса Крейслера, его автора и их возлюбленной Юлии», по произведениям Э. Т. А. Гофмана, и «Лес» А. Островского)[4]
- 1999 — спектакль «P. S. капельмейстера Иоганнеса Крейслера, его автора и их возлюбленной Юлии» стал лауреатом высшей театральной премии Санкт-Петербурга «Золотой софит» также в номинациях «Лучший спектакль» и «Лучшая сценография в драматическом театре»[4]
- 1999 — лауреат Государственной премии Российской Федерации в области театрального искусства за 1999 год (в составе постановочной группы спектаклей Г. Козлова «P. S. капельмейстера Иоганнеса Крейслера, его автора и их возлюбленной Юлии», по произведениям Э. Т. А. Гофмана, и «Лес» А. Островского)[4]
- 2004 — номинация на соискание театральной премии «Золотая маска» за роль Торвальда Хельмера в спектакле «Нора»[4]
- 2005 — лауреат высшей театральной премии Санкт-Петербурга «Золотой софит» в номинации «Лучший дуэт» (Александр Баргман и Владимир Богданов) в спектакле «Дон Жуан»[4]
- 2007 — номинация на соискание театральной премии «Золотая маска» за роль Стенли Ковальски в спектакле «Трамвай „Желание“», по пьесе Теннесси Уильямса
- 2007 — лауреат высшей театральной премии Санкт-Петербурга «Золотой софит» в номинации «Лучший актёрский ансамбль» (Сергей Бызгу, Маргарита Бычкова, Александр Баргман, Денис Пьянов, Анатолий Горин, Иван Васильев, Владимир Крылов, Артур Мкртчян, Егор Бакулин), спектакль «Сон в летнюю ночь», режиссёр Александр Морфов, Театр имени В. Ф. Комиссаржевской
- 2010 — лауреат высшей театральной премии Санкт-Петербурга «Золотой софит» в категории «Драматические театры» в номинации «Лучший актёрский дуэт» (Александр Баргман и Сергей Бызгу), спектакль «Сиротливый запад» в постановке Виктора Крамера, Театр имени В. Ф. Комиссаржевской[5]
- 2018 — лауреат премии Губернатора Свердловской области за выдающиеся достижения в области культуры и искусства за создание спектакля «Чайка»[6]

## Творчество

### Театральные работы

#### Актёрские
Александринский театр
Студенческие спектакли:
- 1990 — «Что за прелесть эти сказки!», по А. С. Пушкину. Студенческий спектакль курса И. О. Горбачёва — участник спектакля
- 1990 —"Водевили", по пьесам Эжен-Марен Лабиша. Постановка С. С. Сытника — Эрнест де Моннервиль
- 1992 — «Любовь, джаз и чёрт» Ю. Грушаса. Постановка С. А. Миляевой — Андрюс

Участие в других спектаклях репертуара:
- 1987 — «Сирано де Бержерак» Э. Ростана. Постановка И. О. Горбачёва — гвардеец
- 1989 — «Сказка про любовь», по мотивам сказки «Аленький цветочек». Постановка Г. Г. Никулина — Иван, боярский сын
- 1991 — «Александр Невский», по пьесе В. И. Белова. Постановка В. А. Голуба 1990 года — дружинник
- 1991 —"Жиды города Питера…или Невесёлые беседы при свечах" А. Н. и Б. Н. Стругацких. Постановка Н. И. Басина — Сергей, младший сын Кирсановых
- 1991 — «Ищи ветра в поле» В. А. Лифшица. Постановка В. А. Голуба — четвёртый скоморох
- 1992 — «Гамлет» У. Шекспира. Постановка Р. А. Горяева — Клавдий
- 1992 — «Хозяйка гостиницы» К. Гольдони. Постановка В. Е. Воробьёва — Фабрицио
- 1993 — «Отелло» У. Шекспира. Постановка Р. А. Горяева — Кассио
- 1992 — «Елизавета Английская» Б. Фердинанда. Постановка А. Д. Арефьева — Бэкон
- 1994 — «Дурочка» Лопа де Вега. Постановка А. Г. Товстоногова — Лоуренсьо
- 1995 — «Елизавета Английская» Б. Фердинанда. Редакция постановки А. Д. Арефьева 1992 года — Эссекс
- 1995 — «Чёрт» Ф. Мольнара. Постановка В. С. Петрова — Янош
- 1996 — «Три сестры» А. П Чехова. Постановка Р. А. Горяева — Тузенбах
- 1996 — «Горе от ума» А. С. Грибоедова. Постановка А. А. Праудина — цыган
- 1996 — «Бедность не порок» А. Н. Островского. Постановка Е. И. Чёрной — Гриша Разлюляев
- 1997 — «Гамлет» У. Шекспира. Редакция постановки Р. А. Горяева 1992 года — Гамлет
- 1997 — «Сказание о царе Петре и убиенном сыне его Алексее» Ф. Горенштейна. Постановка А. В. Галибина — граф Шенборн
- 1998 — «P.S. капельмейстере Иоганнеса Крейслера, его автора и их возлюбленной Юлии» по Э.-Т.-А. Гофману. Постановка Г. М. Козлова — Автор
- 1998 — «КОМИЧЕСКАЯ ОПЕРА ЕКАТЕРИНЫ ВЕЛИКОЙ „Горебоготырь Косометович“» Екатерины II. Постановка С. А. Миляевой — дворецкий Локметы
- 1999 — «Борис Годунов» А. С. Пушкина. Постановка А. О. Сагальчика — Григорий Отрепьев
- 2003 — «Маленькие трагедии» А. С. Пушкина. Постановка Г. М. Козлова — Герцог, Дон Гуан, Фауст[7]

Театр на Литейном
- 1999 — «Лес» А. Н. Островского. Постановка Г. М. Козлова — Несчастливцев
- 2000 — «Capriccio/Каприччио». Постановка Р. В. Смирнова
- 2001 — «Ночь игуаны» Т. Уильямса. Постановка В. А. Туманова — Лоуренс Шеннон
- 2002 — «Концерт замученных опечаток», по роману И. Ильфа и Е. Петрова «Золотой телёнок». Постановка Г. М. Козлова
- 2002 — «Доктор Чехов», по произведениям А. П. Чехова. Постановка Г. М. Козлова
- 2003 — «Дуэль» А. П. Чехова. Постановка А. О. Сагальчика — Николай фон Корен

Такой театр
- 2001 — «Чёрствые именины» Г. Соколовой. Постановка Н. П. Пивоваровой — Виктор
- 2002 — «Докопаться до истины-2». Постановка А. Л. Баргмана и А. Б. Лушина — Рудольфо Сантильяно
- 2003 — «Даже не знаю, как начать…». Постановка А. Л. Баргмана, А. Б. Лушина, И. С. Полянской и Н. П. Пивоваровой
- 2006 — «Жан и Беатрис» К. Фрешетт. Постановка А. Баргмана и А. Вартаньян — Жан (до 08.05.2011)
- 2010 — «Главное забыл» по Шолом-Алейхему. Постановка М. Теплицкого — Менахем Мендл

#### Приют комедианта
- 2002 — «Гамлет» У. Шекспира. Постановка В. М. Фильштинского — Гамлет
- 2005 — «Трамвай „Желание“» Т. Уильямса. Постановка М. В. Бычкова — Стенли Ковальски
- 2006 — «Сбитый дождём» А. Курейчика. Постановка Г. В. Стрелкова — Пилайа

#### Академический драматический театр им. В. Ф. Комиссаржевской
- 2004 — «Дон Жуан» Ж-Б. Мольера. Постановка А. Морфова — Дон Жуан
- 2004 — «Безымянная звезда» М. Себастьяна. Постановка В. М. Фильштинского — Марин Мирою
- 2005 — «Ваал» Б. Брехта. Постановка А. Морфова — Ваал
- 2007 — «Сон в летнюю ночь» У. Шекспира. Постановка А. Морфова — Ник Пузо, он же Осёл

Другие театры
- 1996 — «Мужчины в её жизни» С. Бертмана (Театр комедии им. Акимова, реж. В. Титов) — Ричард Курт
- 2000 — «Картины из жизни девицы Любови Отрадиной» по пьесе А. Н. Островского «Без вины виноватые». (Творческое объединение «Арт-Питер», Дом Кочневой на Фонтанке, реж. Н. Леонова) — Миловзоров
- 2001 — «Запретный плод» П. Клоделя. («Русская антреприза» имени Андрея Миронова, реж. И Долинина) — Меза
- 2003 — «Нора» по пьесе Г. Ибсена «Кукольный дом». («Белый театр», Дом-музей Достоевского, реж. М. Бычков) — Торвальд Хельмер.
- 2004 — «Бытие № 2» И. Вырыпаева. (Театр «Практика», Москва, реж. И. Вырыпаев) — Бог
- 2006 — «Антигона» Софокла («Театр Поколений», реж. Э. Кёллер) — Царь Креонт
- 2008 — «Паника. Мужчины на грани нервного срыва» М.Мюллюахо. (ФМД-театр, реж. А. Л. Баргман) — Йони
- 2009 — «Сказки с акцентом» к международному дню толерантности. (ФМД-театр, реж. А. Л. Баргман)
- 2009 — «Прикинемся и мы» по пьесе Н. В. Гоголя «Ревизор» («Такой театр» совместно с СПБГАТИ, реж. А. Анисимов) — Александр Сергеевич Пушкин
- 2018 — «Чайка» А. П. Чехова. (Свердловский академический театр драмы, реж. Г. М. Козлов) — Тригорин

#### Режиссёрские
«Такой театр»
- 2002 — «Докопаться до истины-2» (совместно с Александром Лушиным)
- 2006 — «Жан и Беатрис» К. Фрешетт (совместно с Анной Вартаньян)
- 2007 — «Иванов» А.Чехов (совместно с Анной Вартаньян)
- 2009 — «Каин» по Байрону, Климу и др. (совместно с Анной Вартаньян)
- 2011 — «Время и семья Конвей» Дж. Б.Пристли (до 2020 года)
- 2012 — «Человек случая» Я. Реза
- 2013 — «Тестостерон» А.Сарамоновича
- 2015 — «Волонтёры» по пьесе Б. Фрила «По доброй воле»
- 2019 — «История медведей панда, рассказанная саксофонистом, у которого есть подружка во Франкфурте» М. Вишнека

Приют комедианта
- 2008 — «Глубокое синее море» Т. Рэттигана
- 2010 — «Смешные поневоле» по пьесам «Смешные жеманницы» и «Брак поневоле» Ж.-Б. Мольера
- 2013 — «Иллюзии» И. Вырыпаева
- 2023 — «Время и семья Конвей» Дж. Б.Пристли (перенос редакции спектакля 2011 года со сцены ФМД-театра)
- 2023 — «Бесприданница» А. Н. Островского

ФМД-театр
- 2008 — «Паника. Мужчины на грани нервного срыва» М.Мюллюахо
- 2009 — «Сказки с акцентом»

НГДТ п/р С. Афанасьева (Новосибирск)
- 2008 — «Карл и Анна» Леонгарда Франка
- 2010 — «Наш городок» Торнтона Уайлдера
- 2018 — «Утиная охота» А. Вампилов

Тюменский драматический театр
- 2011 — «Мольер» М. Булгакова
- 2012 — «Бог резни» Ясмина Реза
- 2012 — «Три товарища» Э. М. Ремарка
- 2013 — «Карнавальная ночь» Б. Ласкина и В. Полякова
- 2014 — «Крейцерова соната» по повести Л. Н. Толстого
- 2016 — «Ветер в тополях» Ж. Сиблейраса
- 2016 — «С любимыми не расставайтесь» А. Володина
- 2020 — «Тартюф» Ж.-Б.Мольера
- 2023 — «Наш городок» Торнтона Уайлдера[8]

Омский академический театр драмы
- 2012 — «Лжец» Карло Гольдони
- 2015 — «На чемоданах» Ханох Левин (перевод Аллы Кучеренко)

Академический драматический театр имени В. Ф. Комиссаржевской
- 2013 — «Ночь Гельвера» И. Вилквиста
- 2014 — «Графоман» А. Володина
- 2015 — «Дом, который построил Свифт» Г. Горина
- 2016 — «Прикинь, что ты — Бог» М. Вишнека
- 2020 — «Анна в тропиках» Н. Круза
- 2021 — «Трепет моего сердца» по пьесе Х. Левина «Заставь моё сердце трепетать»
- 2024 — «Настанет день…» по пьесе-фантазии Ю. Лоттина, в основу которой легли ранние произведения В. Набокова

Театр имени Ленсовета
- 2013 — «Дон Кихот» М. Булгакова

«Красный факел» (Новосибирск)
- 2013 — «Отцы и сыновья» Б. Фрила
- 2019 — «Жар и холод, или Идея г-на Дома»[9] Ф. Кроммелинк

Свердловский академический театр драмы
- 2016 — «Актриса» Питер Куилтер
- 2017 — «Дни Турбиных» М. Булгакова
- 2018 — «Двенадцатая ночь, или Что угодно» У. Шекспира

Мастерская
- 2019 — «Сирано де Бержерак» Э. Ростана
- 2024 — «Мой бедный Марат» А. Арбузова

Театр «Русская антреприза» имени Андрея Миронова
- 2020 — «Таланты и поклонники» А. Н. Островского

Театр на Васильевском
- 2021 — «Орфей спускается в ад» Т. Уильямса

«Гешер»
- 2022 — «Не смотри назад» по пьесе Ж. Ануя «Эвридика»[10]

### Фильмография
- 1990 — Когда святые маршируют — Саксофонист
- 1993 — Осечка — Извицкий
- 1994 — Мадемуазель О. — Владимир Набоков
- 2002 — Крот 2 — Евгений, сотрудник ФСБ
- 2002 — Агентство — Роман Борисович, олигарх, хозяин агентства (7 серия)
- 2002 — Тайны следствия 2. Фильм 4. Марионетки — Павел Масловский
- 2002 — Агентство «Золотая пуля» — Арсений (серия «Дело о двух женихах»)
- 2002 — У нас все дома — Владислав Борисович, психолог (10 серия «Психологическая атака»)
- 2003 — Бандитский Петербург. Фильм 6. Журналист — Кирилл Михайлович Гринько, вице-губернатор Санкт-Петербурга
- 2002 — Камера, Мотор! — актёр
- 2004 — Иванов и Рабинович — преподаватель иврита
- 2003 — Потерявшие солнце — Эдгар, муж Людмилы
- 2003 — Экспресс Петербург-Канны —  Геннадий Чернов
- 2005 — Подлинная история поручика Ржевского — Александр Ржевский
- 2006 — Золото Трои — Авантюрист Хортон
- 2006 — Расписание судеб — Илья Файнштейн
- 2006 — Жизнь и смерть Лёньки Пантелеева — Роман Романович Громский
- 2007 — Улицы разбитых фонарей 8. 18 серия «Финальный аккорд» — Евгений Болотников
- 2008 — Люди Шпака — Георгий Шпаков
- 2008 — Полторы комнаты, или Сентиментальное путешествие на родину — Евгений Рейн в молодости
- 2008 — Адмиралъ — Конторович, предводитель матросского восстания
- 2008 — Придел Ангела — Фёдор
- 2009 — Журов — Бен (фильм № 8 «Шабес-гой»)
- 2009 — Адмиралъ (сериал) — Контрович, предводитель матросского восстания
- 2011 — Дорогой мой человек — Амираджаби
- 2011 — Маяковский. Два дня — Яков Агранов
- 2012 — Исключение из правил — Валерий Рокотов
- 2012 — Принцип Хабарова — Евгений Каминский, главный редактор (фильм № 2 «Одноклассники»)
- 2014 — Гончие-6 — Сергей Хашаев (фильм № 1 «Жизнь взаймы»)
- 2014 — Лучшие враги — Семён Борисович Ройзман, бизнесмен (5 серия «Коллекционер»)
- 2015 — Ленинград 46 — Владимир Александрович Авербах, писатель
- 2017 — Троцкий — Диего Ривера
- 2017 — Храбрые жёны — Евгений Лущевский
- 2019 — Рюриковичи (документальный цикл) — Аристотель Фиораванти
- 2019 — Шпион №1 — Эмерсон
- 2019 — Клятва — Наум Балабан
- 2021 — Вертинский — Арам Ашотович
- 2021 — Эксклюзив — Олег Юрьевич Баринов, главный редактор
- 2022 — Бездна — Александр Шанин
- 2022 — Эксперимент — Вадим Володин, хозяин бизнес-центра

### Дубляж и закадровое озвучивание

#### Фильмы

##### Джонни Депп
- 2001 — Из ада — Фредерик Эбберлайн[11]
- 2003 — Пираты Карибского моря: Проклятие «Чёрной жемчужины» — капитан Джек Воробей[11]
- 2003 — Однажды в Мексике — Сэндс[12]
- 2004 — Тайное окно — Морт Рейни[12]
- 2006 — Пираты Карибского моря: Сундук мертвеца — капитан Джек Воробей[12]
- 2010 — Алиса в стране чудес — Безумный Шляпник[13]
- 2011 — Пираты Карибского моря: На странных берегах — капитан Джек Воробей[11]
- 2011 — Ромовый дневник — Пол Кэмп[12]
- 2013 — Одинокий рейнджер — Тонто[12]
- 2016 — Алиса в Зазеркалье — Безумный Шляпник[14]
- 2017 — Пираты Карибского моря: Мертвецы не рассказывают сказки — капитан Джек Воробей[12]

##### Другие фильмы
- 2000 — Я, снова я и Ирэн — Чарли Бэйлигейтс / Хэнк Эванс (Джим Керри)[15][16]
- 2005 — Казанова — Джакомо Казанова (Хит Леджер)[16]
- 2005 — Ночной рейс — Джек Риппнер (Киллиан Мёрфи)

#### Мультфильмы и мультсериалы
- 1987 — 1989, 1994 — 1995 — Черепашки-ниндзя (в переводе телекомпании «ТВИН», Санкт-Петербург) — Леонардо / Донателло / Крэнг / Рокстеди / Крысиный король (классические/старые серии: 1-й (1987 г.), 2-й (1988 г.), 3-й (1989 г.), 8-й (1994 г.), и 9-й сезоны (только серии 1995 г.))[16]
- 1995 — История игрушек — Вуди[17]
- 1999 — История игрушек 2 — Вуди[17]
- 2010 — История игрушек: Большой побег — Вуди[17]
- 2019 — История игрушек 4 — Вуди[17]

### Работы на телевидении
- 2005—2006 гг. — корреспондент «дезинформационной» программы «Не вовремя», Пятый канал

## Публикации
- Анастасия Сахновская-Панкеева. Александр Баргман // Петербургский театральный журнал. — 1995. — № 8.
- Баргман, Александр. Ростиславу Аркадьевичу Горяеву… письмо. — В: Памяти Ростислава Аркадьевича Горяева // Петербургский театральный журнал. — 2007. — № 48.